# Museo Ahmed Zabana (Orán)

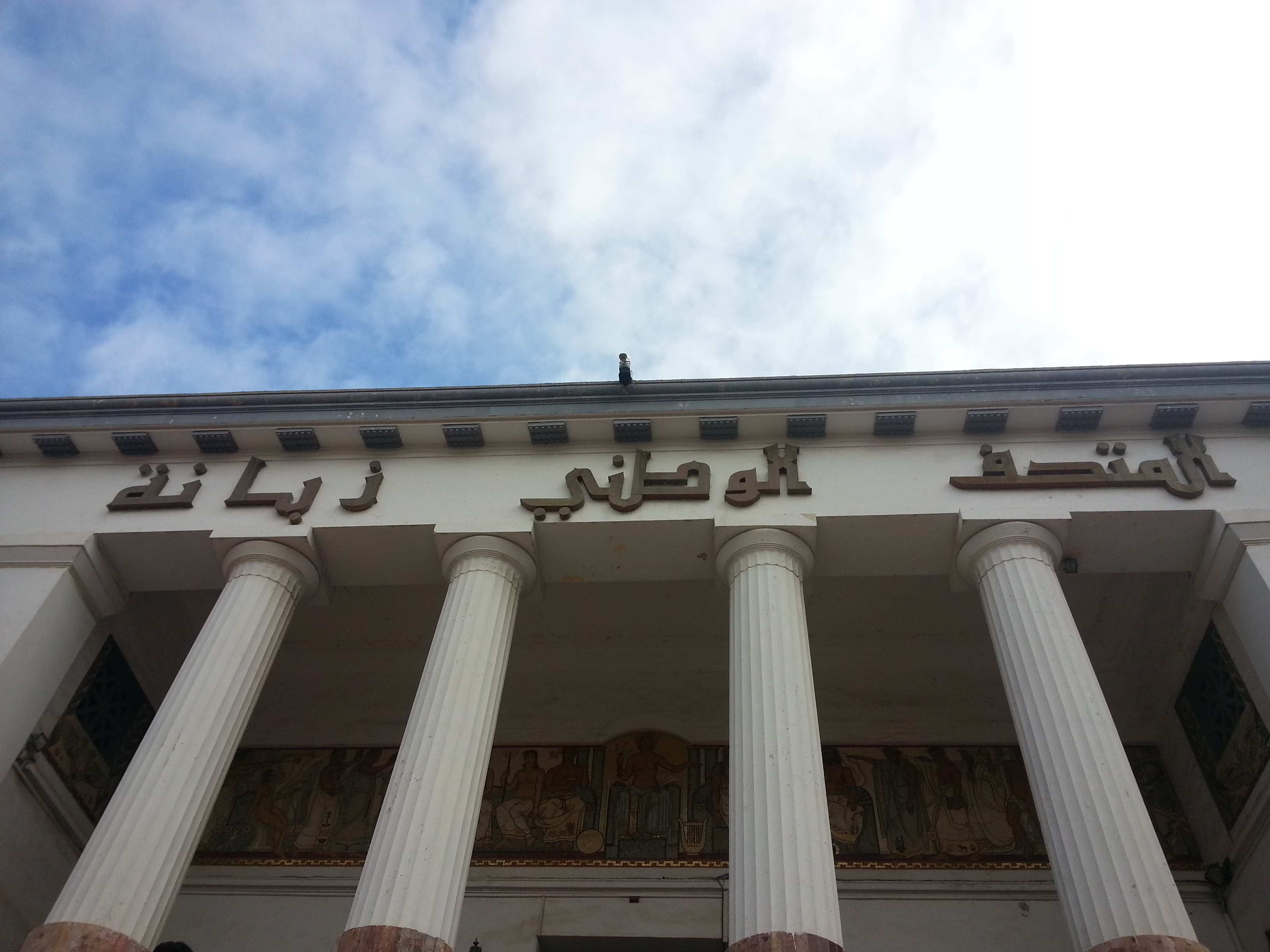
Museo Ahmed Zabana, Orán

El museo Ahmed Zabana  (en árabe: المتحف الوطني أحمد زبانة) se sitúa en Argelia, en concreto, en la ciudad de Orán. En 1882, el arqueólogo y epigrafista Louis Demaëght, reunió objetos de su propia colección para construir un museo que albergó obras de arte que datan desde la prehistoria hasta las artes visuales.
El museo se distribuye en tres secciones : la numismática, las antigüedades romanas y africanas y, por último, la historia natural. Más tarde se expandió el museo añadiendo más secciones como fueron la prehistoria y la etnografía, la pintura, la escultura, el arte gráfico y el grabado. 
En 1933, se instaló un nuevo edificio debido al aumento y la adquisición de nuevas colecciones y obras de arte, modificando de esta manera su ubicación. En concreto, situaron la nueva construcción en el boulevard de Zabana, en el Palacio de Bellas Artes, donde fue inaugurado oficialmente como el "museo Demaëght". Además, a este gran edificio se incorporó la Biblioteca Municipal y la Escuela de Bellas Artes de Orán. Pero fue en 1936, después de la independencia de Argelia, cuando el museo quedó bajo tutela del Ministerio de Cultura argelino y renombrado bajo el nombre de Ahmed Zabana, combatiente de la revolución argelina.